# Guadalajara (Spanien)
Guadalajara [gu̯aðalaˈxaɾa] ist die Hauptstadt der gleichnamigen spanischen Provinz und liegt etwa 53 km ostnordöstlich der Landeshauptstadt Madrid am linken Ufer des Henares.
Die Stadt ist geprägt von vielen Kirchenbauten und Palästen, die größtenteils aus dem 15. bis 17. Jahrhundert stammen. Bekanntes Beispiel ist der spätgotische Palacio del Infantado, der von 1461 bis 1570 errichtet wurde. Aus der Zeit der arabischen Besetzung sind noch drei Türme der Stadtmauer und eine Brücke erhalten.

## Lage
Die Stadt liegt nordöstlich von Madrid am linken Ufer des Henares und nordöstlich von Azuqueca de Henares, im Flusstal liegt ihr der Ort Marchamalo gegenüber. Nördlich liegt Espinosa, nordöstlich folgt an der Talsohle und der Schnellbahntrasse Calatayud, westlich Colmenar Viejo und San Sebastián de los Reyes. Nordwestlich hinter der Bergkette der Sierra de Guadarrama liegt Segovia.

## Geschichte

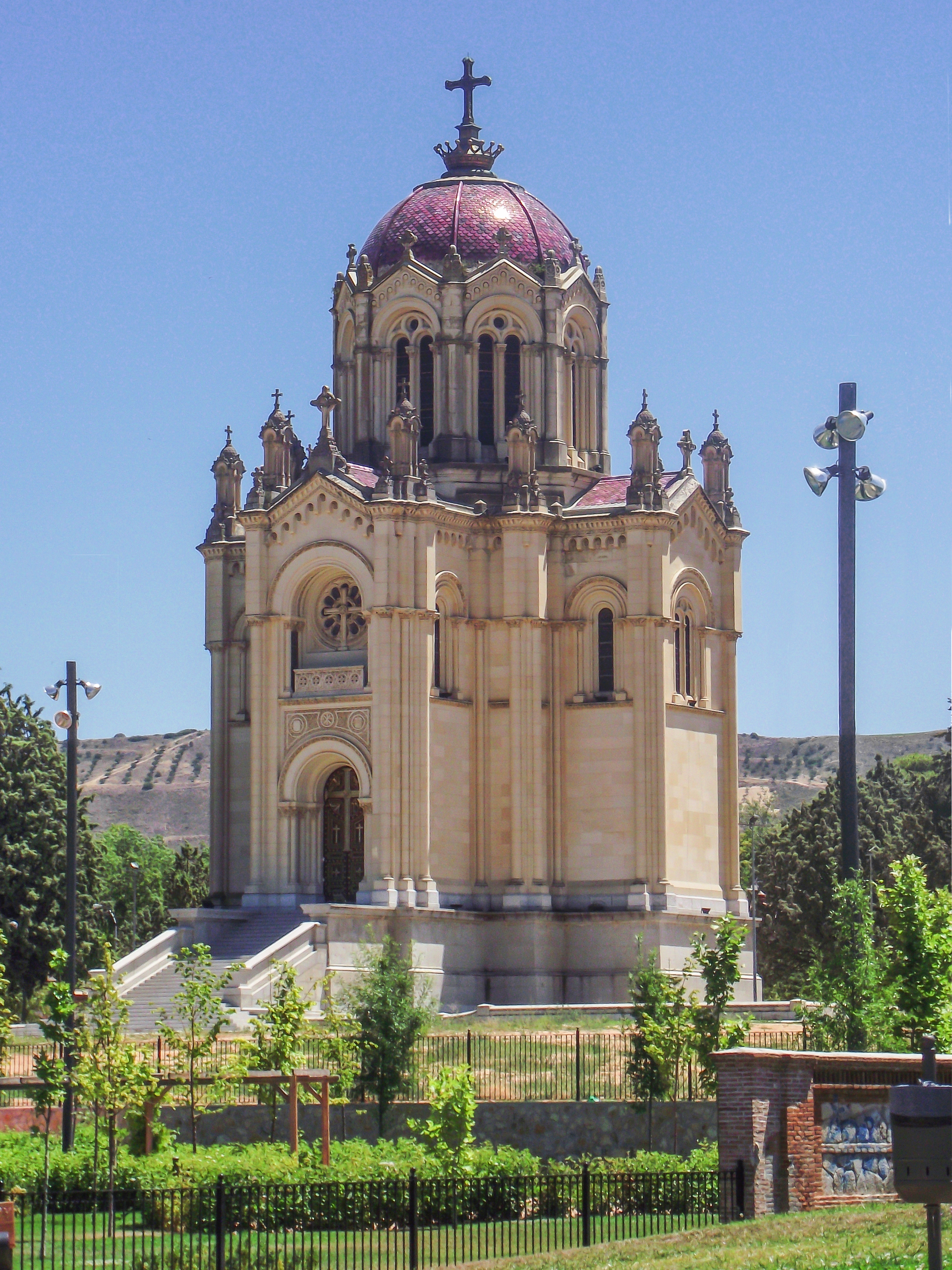
Pantheon der Herzogin von Sevillano

Die Stadt wurde erstmals als iberische Gründung erwähnt, später war sie unter dem Namen Arriaca eine römische Siedlung. Die anfängliche Bedeutungslosigkeit der Stadt endete, als sie als Wadi al-Hidschara / وادي الحجارة / Wādī l-Ḥiǧāra von den Arabern neugegründet wurde. 1081 wurde sie von König Alfons VI. für Kastilien erobert. 1441 bis 1690 war sie im Besitz des kastilischen Hochadelshauses Mendoza.
Im Spanischen Bürgerkrieg, der von 1936 bis 1939 dauerte, fand hier die Schlacht von Guadalajara statt, die der republikanischen Armee einen großen Sieg einbrachte.

## Wirtschaft
In der Stadt und der Umgebung gibt es eine Anzahl kleiner Gewerbebetriebe, darunter auch solche der Nahrungsmittel- und der Metallindustrie. Zahlreiche Einwohner pendeln täglich per Bahn, Bus oder Auto in das rund 60 Kilometer entfernte Madrid bzw. in den dortigen Ballungsraum.

## Sport
Im Verein Asociación Deportiva Ciudad de Guadalajara wird Handball gespielt.

## Söhne und Töchter der Stadt
- Pedro González de Mendoza (1428–1495), Kardinal und Staatsmann
- Diego Hurtado de Mendoza y Quiñones (1444–1502), Kardinal
- Nuño Beltrán de Guzmán (1490–1544), spanischer Konquistador und Kolonialverwalter in Neuspanien
- Gómez Suárez de Figueroa, duque de Feria, (1587–1634) General im Dreißigjährigen Krieg
- Francisco Sobrino (1932–2014), spanisch-argentinischer Bildhauer und Künstler
- Luis de Grandes Pascual (* 1945), Politiker
- Jesús Pareja (* 1955), Autorennfahrer
- Clara Sánchez (* 1955), Schriftstellerin
- David Pérez García (* 1977), Mathematiker
- Alberto Enciso (* 1980), Mathematiker